# LG серия G
LG серия G — линейка Android-устройств производства LG Electronics. Обозначение «G» было впервые представлено в 2012 году как ответвление серии LG Optimus для флагманских устройств, но в июле 2013 года LG объявила, что название «Optimus» будет прекращено для будущих флагманов в пользу сохранения «G» и «Vu», как отдельные бренды. Первый телефон исключительно под маркой G, LG G2, был представлен в августе 2013 года.
Первые две смарт-часы LG, LG G Watch и LG G Watch R, также были частью серии LG G. Начиная с LG Watch Urbane, LG убрала букву «G» из названия устройства, тем самым исключив часы из серии G.
В апреле 2020 года LG объявила, что прекратит использование бренда G и вернется к использованию отдельных торговых марок для будущих флагманских устройств (начиная с LG Velvet), чтобы «найти отклик у сегодняшних потребителей и помочь нам создать более четкую идентичность бренда».

## Смартфоны

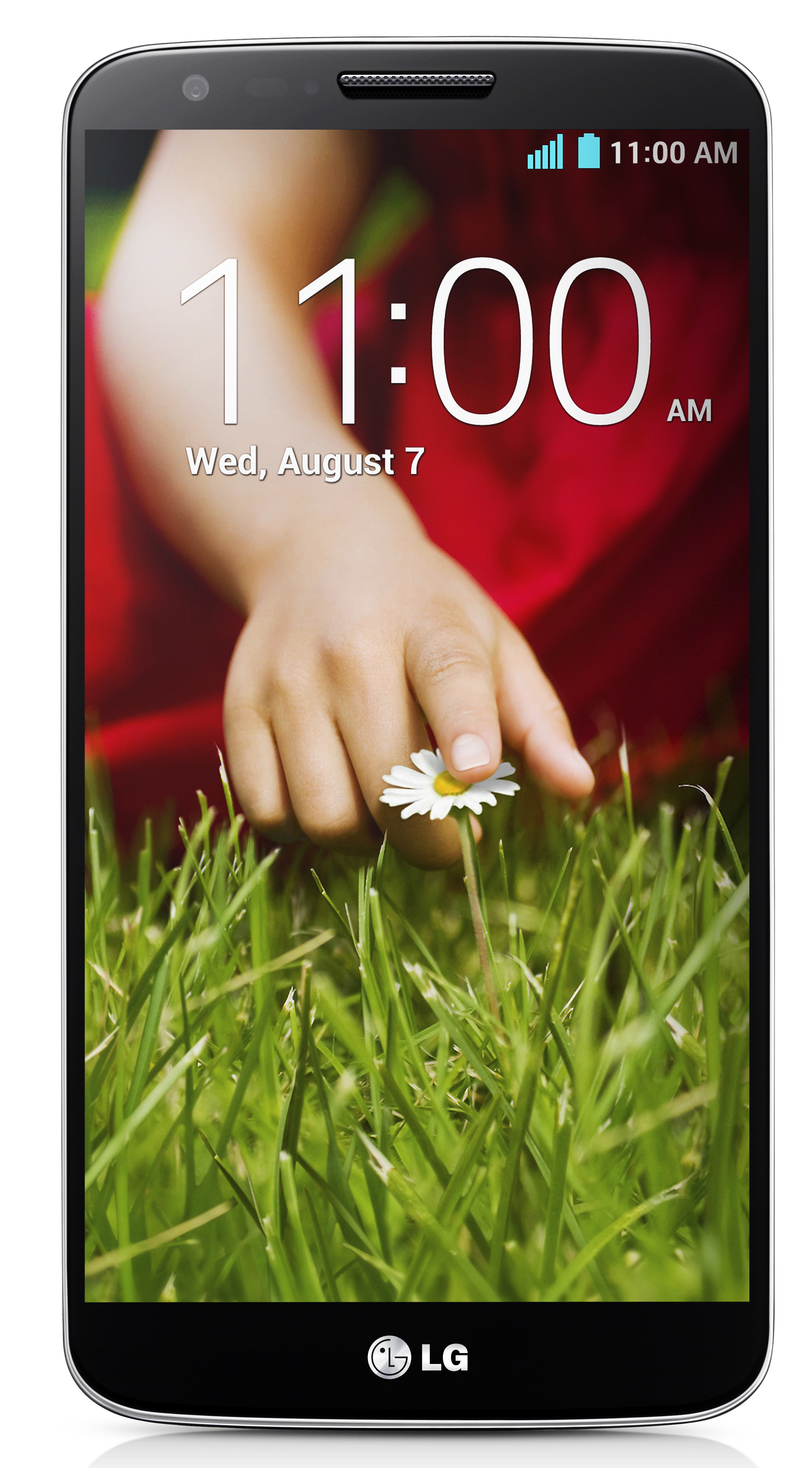
LG G2

### Линейка 2012
- LG Optimus G

### Линейка 2013
- LG Optimus G Pro
- LG G2
- LG G Pro Lite
- LG G2 Mini
- LG G Flex
- LG G Pro 2

### Линейка 2014
- LG G3
- LG G3 Stylus
- LG G3 S, также известный как LG G3 Beat, LG G3 Mini and LG G3 Vigor (AT&T, Sprint)

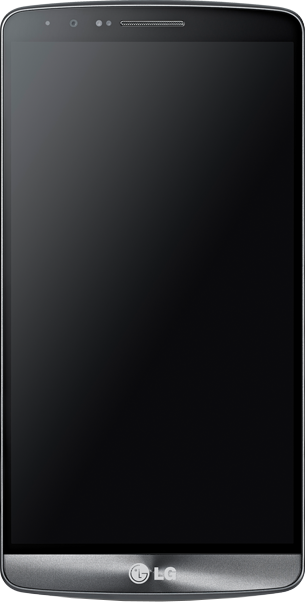
LG G3

- LG G3LG G Pro 2
- LG Gx
- LG G Vista

### Линейка 2015
- LG G4
- LG G4c, также известный как LG Magna
- LG G4 Stylus, также известный в США, как LG G Stylo (Boost Mobile, Cricket Wireless, MetroPCS, Sprint, T-Mobile, Virgin Mobile)
- LG G4 Beat
- LG G4 Vigor, (Канада)
- LG G Flex 2
- LG G Vista 2

### Линейка 2016
- LG G5
- LG G5 SE
- LG Stylus 2 (также известный как LG G Stylus 2 или LG Stylo 2)
- LG Stylus 2 Plus

### Линейка 2017
- LG G6[5]
- LG G6+
- LG Stylus 3 (также известный как LG G Stylus 3 или LG Stylo 3)
- LG Stylo 3 Plus[6][7][8]

### Линейка 2018
- LG G7 ThinQ[9]
- LG G7 One[10]
- LG G7 Fit

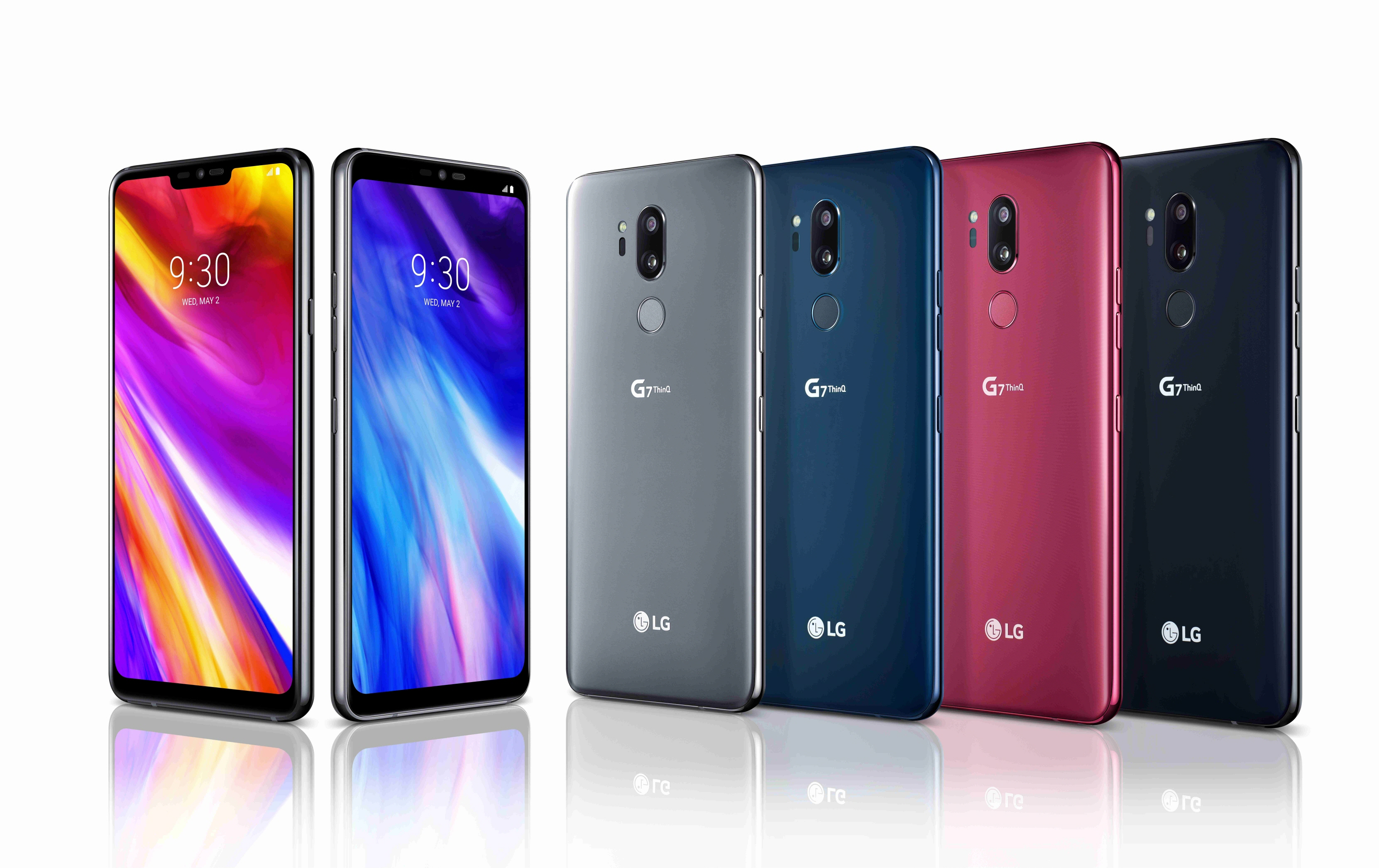
LG G7 ThinQ

- LG Stylo 4 (также известный как LG G Stylus 4 или LG Stylo 4)
- LG Stylo 4 Plus (также известный как LG Stylo 4+)[11][12][13]

### Линейка 2019

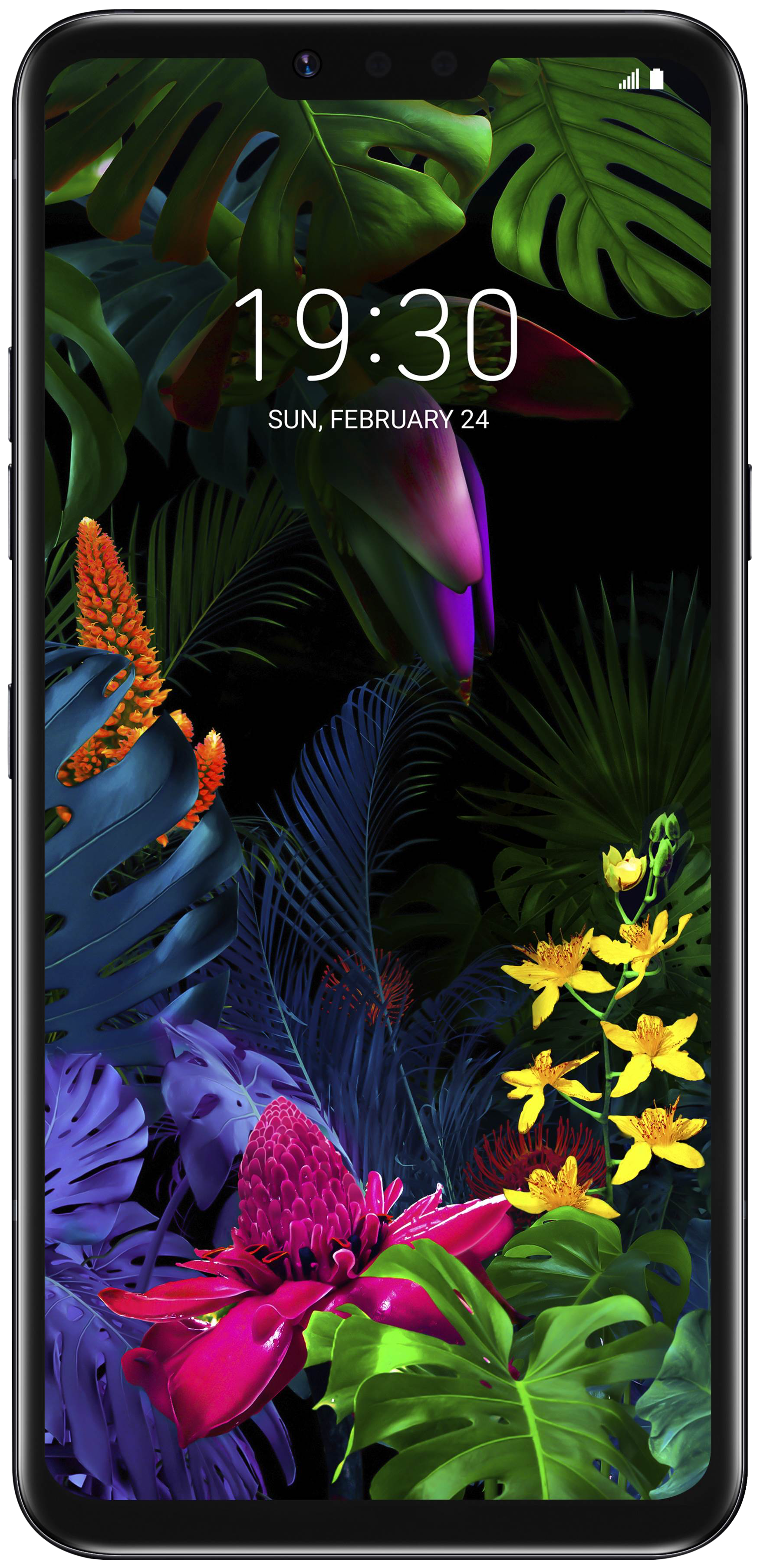
LG G8 ThinQ

- LG G8 ThinQ[14]
- LG G8s ThinQ[15]
- LG G8x ThinQ

### Линейка 2020—2021
- LG Velvet
- LG Velvet 2 Pro
- LG Stylo 6

## Планшетные компьютеры
- LG G Pad 7.0
- LG G Pad 8.0
- LG G Pad 8.3
- LG G Pad 10.1

## Часы
LG выпустила несколько умных часов; однако лишь немногие из них имеют марку LG G. Например, LG G Watch R является частью серии LG G, а его преемник, LG Watch Urbane, не имеет маркировки «G».

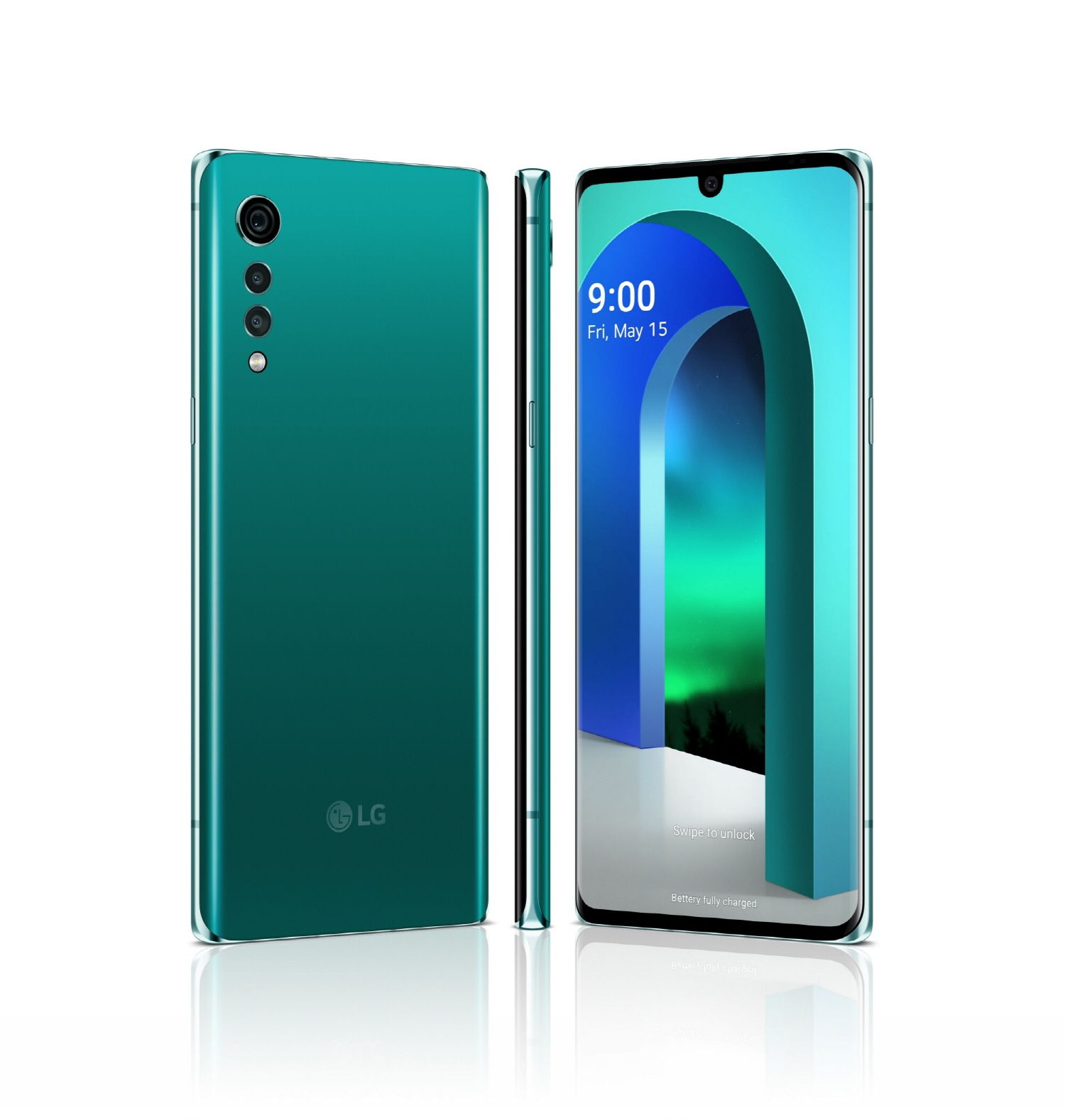
LG Velvet

### LG G Watch
- LG и Google анонсировали LG G Watch на базе Android Wear 25 июня 2014 года.
- Дисплей: 1,65-дюймовый ЖК-дисплей с разрешением 280x280 пикселей
- Процессор: Qualcomm Snapdragon 400
- Память: 4 ГБ
- Оперативная память: 512 МБ

### LG G Watch R
- LG и Google анонсировали LG G Watch R, также основанные на Android Wear, 25 октября 2014 года.
- Дисплей: 1,3-дюймовый круглый дисплей P-OLED с разрешением 320x320 пикселей
- Процессор: Qualcomm Snapdragon 400
- Память: 4 ГБ
- Оперативная память: 512 МБ